# Rodrigo de Quiroga
Rodrigo de Quiroga y López de Ulloa (Tuiriz, Reino de Galicia, 1512-Santiago de Chile, 25 de febrero de 1580) era un militar y conquistador español que fue nombrado gobernador de Chile en dos oportunidades.

## Biografía hasta el fallecimiento de Valdivia

### Origen familiar y primeros años
Fue hijo de Hernando Camba de Quiroga y de su esposa María López de Ulloa. El año 1535 viajó al Perú y participó en la exploración del Gran Chaco en la expedición de Diego de Rojas. Años más tarde llegó a Chile acompañando al grupo dirigido por el conquistador Francisco de Aguirre que, junto a Francisco de Villagra, se unió a Pedro de Valdivia en Atacama.

### Militar de confianza
Participó en las acciones militares de la conquista de Chile, durante la primera parte de la Guerra de Arauco, llegando a ser uno de los capitanes más importantes del reino, gozaba de la plena confianza de Pedro de Valdivia. Desde 1548 ocupó diversos cargos en la administración de Santiago. Alcalde en tres oportunidades, regidor a perpetuidad desde 1550 y corregidor entre 1550 y 1553.
Se le entregó la mano de Inés Suárez, pues Pedro de Valdivia se vio obligado a dejarla por orden de Pedro de la Gasca a petición de los enemigos de Valdivia que lo habían denunciado por tener una relación extramarital. Quiroga no tendría hijos con ella, aunque tuvo una hija mestiza anterior a su matrimonio, Isabel de Quiroga.
Un cronista de la época lo describió así: “Era hombre de buena estatura, moreno de rostro, la barba negra, cariaguileño, nobilísimo de condición, muy generoso, amigo en extremo grado de pobres, y así Dios le ayudaba en lo que hacía: su casa era hospital y mesón de todos los que la querían” (Alonso de Góngora Marmolejo).
Al morir Pedro de Valdivia en manos mapuches en la Batalla de Tucapel, las ciudades del sur abrieron el testamento del fallecido y proclamaron gobernador a Francisco de Villagra. Mientras, en Santiago, el cabildo no obedeció lo encomendado por el testamento y proclamó gobernador a Rodrigo de Quiroga.
Hubo así por algún tiempo dos gobernadores en Chile: Francisco de Villagra en el sur y Quiroga en el norte. Esta situación terminó al regresar Villagra desde la zona de guerra para reclamar su derecho a la gobernación. El cabildo le otorgó este derecho y obligó a Quiroga a entregar el mando, cosa que hizo de mala gana.
En el 1565, el Virrey envió refuerzos desde el Perú, al mando del general Jerónimo de Costilla. Este general tenía órdenes de deponer a Francisco de Villagra, protegido del virrey anterior, e instalar en el gobierno a Quiroga. En estas circunstancias, el gobernado interino Pedro de Villagra que era primo del titular, vio que sus fuerzas para luchar por su cargo eran escasas comparadas con las de Quiroga, se rindió y entregó el mando, para posteriormente ser enviado al Perú.

## Primer gobierno
Este primer gobierno (el anterior no cuenta porque careció de poder real), que duró hasta 1567, estuvo marcado por los constantes enfrentamientos con los indígenas, de los que salió victorioso. Emprendió una nueva campaña, organizada por Lorenzo Bernal del Mercado. Reconstruyó Cañete y repobló Arauco.
Pese a esos triunfos (que mostrarían ser muy poco eficaces en el futuro cercano), la corte no reconoció sus méritos y al regresar a la capital supo del nombramiento de la Real Audiencia, que lo reemplazaría en el mando. Se dedicó entonces temporalmente a los negocios.
En 1575, producto del fracaso de la Real Audiencia y del gobernador Melchor Bravo de Saravia fue llamado por segunda vez para hacerse cargo (ahora en propiedad) de la gobernación. Juró ante el cabildo el 26 de enero de 1575.

## Segundo gobierno de Chile

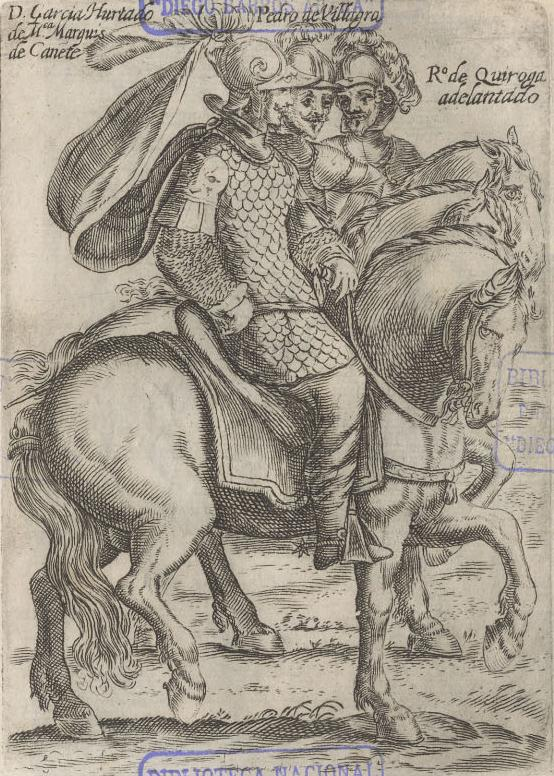
Hurtado de Mendoza, Villagra y Quiroga según ilustración de Alonso de Ovalle.

Su segunda administración fue más conflictiva que la primera. A la guerra se le sumaron incursiones piratas, los dos terremotos de 1575, el conflicto con el obispo San Miguel en el nombramiento de cargos eclesiásticos y la rebaja de sueldo a los curas, lo que le valió amenazas de excomunión.
España prometió enviarle 500 soldados de refuerzo para acabar definitivamente con la guerra, pero solo llegaron 300, de una calidad muy inferior a la esperada y prácticamente sin equipo. Sobreponiéndose a estas dificultades y a su enfermedad (debía ser trasladado en silla en el campo de batalla), realizó una nueva campaña en contra de los mapuches, dirigidos en esta ocasión por el mestizo Alonso Díaz.
La Campaña tuvo éxitos relativos, que le permitieron afrontar otra amenaza, la aparición del corsario Francis Drake en las costas de Chile, que saqueó el puerto de Valparaíso, pero cuando intentó repetir su acción en La Serena, se encontró con la resistencia armada de sus habitantes.
El 16 de diciembre de 1575 ocurrió un terremoto que arruinó las ciudades de La Imperial, Ciudad Rica (Villarrica), Osorno, Castro y Valdivia. El sismo derribó un cerro, a la salida del Lago Riñihue, tapando el desagüe y provocando que al acumularse gran cantidad de agua, ésta se desbordase y causase otro desastre.

### Fallecimiento
Su grave enfermedad y su edad le impidieron continuar dirigiendo la guerra, encomendándosela a su yerno Martín Ruiz de Gamboa. Postrado en la cama por sus dolencias, se mantuvo sus últimos días consagrado a las prácticas religiosas, rodeado de frailes, a cuyos conventos legó la mayor parte de sus bienes y murió de forma tranquila, el 25 de febrero de 1580. Su esposa, también de avanzada edad, Inés Suárez, moriría el mismo año.